# Estação Smolenskaia (linha Arbatsko-Pokrovskaia)
Smolenskaia (em russo:  Смоленская) é uma das estações da linha Arbatsko-Pokrovskaia (Linha 3) do Metro de Moscovo, na Rússia. Estação «Smolenskaia» está localizada entre as estações «Kievskaia» e «Arbatskaia».